# 20 prairial
20 floréal 20 messidor
Le décadi 20 prairial, officiellement dénommé jour de la fourche, est le 260e jour de l'année du calendrier républicain.
C'était généralement le 8e jour du mois de juin dans le calendrier grégorien.